# AAA (gruppo musicale)
Gli AAA (トリプル・エー?, Toripuru Ē, Triple A), anche conosciuti come Attack All Around, sono un gruppo musicale pop giapponese sotto contratto con la Avex Trax che ha debuttato nel 2005. Il gruppo originariamente consisteva di cinque ragazzi e tre ragazze, tutti con esperienze nella pubblicità e nella danza. Erano stati anche ballerini di fila per cantanti come Ayumi Hamasaki ed Ami Suzuki.

## Storia
Nel 2007 gli AAA interpretano la sigla di apertura di Kamen Rider Den-O e del dorama Delicious Gakuin. Per il loro singolo, Climax Jump, cambiano temporaneamente il proprio nome in "AAA Den-O form". Il singolo viene certificato disco d'oro dalla Recording Industry Association of Japan (RIAJ) per aver superato le 100 000 copie vendute ed i 100 000 download, rendendo Climax Jump il loro singolo di maggior successo. Nello stesso anno il gruppo prende parte all'Otakon 2007 a Baltimora, negli Stati Uniti. Poco dopo però Yukari Goto lascia ufficialmente gli AAA per motivi di salute.
Nel 2008 gli AAA ottengono il loro primo singolo alla vetta della classifica Oricon con il brano Mirage. Uno dei membri del gruppo, Takahiro Nishijima debutta come attore nel film Love Exposure, in cui interpreta un ruolo in cross-dressing che gli fa ottenere il premio Sponichi Grand Prix New Face Award of the year 2009 il 19 gennaio 2010.
Dopo una serie di singoli nella top 10 Oricon che è durata dal 2007 al 2008, gli AAA nel 2009 pubblicano l'album HEARTFUL, che debutta alla terza posizione degli album più venduti. A maggio 2010, il singolo Aitai Riyū/Dream After Dream (Yume Kara Sameta Yume) raggiunge la prima posizione della classifica dei singoli più venduti, diventando il loro secondo singolo a raggiungere la vetta della classifica. Il loro singolo successivo Makenai Kokoro, pubblicato ad agosto debutta direttamente alla terza posizione.
Nel 2011, il gruppo ha pubblicato la loro seconda raccolta, intitolata "# AAABEST" che è immediatamente diventato il loro disco più venduto, oltre che il loro primo album alla vetta della classifica Oricon degli album più venduti in Giappone.
Nel 2014 gli AAA interpretano la diciassettesima sigla di One Piece con il singolo dal titolo Wake up. E la sigla finale del nuovo special intitolato: One Piece 3D2Y! Superare la morte di Ace! Rufy e il giuramento della ciurma, intitolato Next Stage.
Il 12 gennaio 2017 viene annunciato il ritiro di una delle componenti del gruppo, Chiaki Ito, la cui conferma è arrivata a fine marzo dello stesso anno sia per la maternità che per il matrimonio con una celebrità giapponese, avvenuto nel dicembre dell'anno precedente. Nonostante ciò, il gruppo continua la loro attività pubblicando il 22 febbraio il nuovo album WAY OF GLORY anticipato dai singoli NEW (uscito l'8 giugno 2016), Namida no nai Sekai (涙のない世界) (5 ottobre 2016) e MAGIC (8 febbraio 2017) . Il 5 luglio esce il loro nuovo singolo No Way Back, il primo in cui non è presente Ito, mentre a ottobre esce il nuovo singolo chiamato LIFE.
Il 29 agosto 2018 uscirà il nuovo album, il primo senza Ito, dal nome COLOR A LIFE: esso è anticipato dal singolo DEJAVU, uscito il 26 luglio.

## Formazione

### Formazione attuale
- Takahiro Nishijima (Nissy) (西島隆弘) (Hokkaidō, 30 settembre 1986)
- Misako Uno (宇野実彩子) (Tokyo, 16 luglio 1986)
- Mitsuhiro Hidaka (SKY-HI) Rapper (日高光啓) (Chiba, 12 dicembre 1986)
- SHINJIRO ATAE (與真司郎) (Kyoto, 26 novembre 1988)
- Shuta Sueyoshi (末吉秀太) (Nagasaki, 11 dicembre 1986)

### Ex componenti
- Naoya Urata(浦田直也) ex Leader (Tokyo, 10 novembre 1982)
- Chiaki Ito (伊藤千晃) (Aichi, 10 gennaio 1987)
- Yukari Goto (後藤友香里) (Tokyo, 14 gennaio 1988)

## Discografia

### Album in studio
- 2006 – Attack
- 2007 – All
- 2007 – Around
- 2009 – depArture
- 2010 – Heartful
- 2011 – Buzz Communication
- 2012 – 777: Triple Seven
- 2013 – Eighth Wonder
- 2014 – Gold Symphony
- 2017 – Way of Glory
- 2018 – Color a Life

### Raccolte
- 2008 – Attack All Around
- 2011 – #AAABEST
- 2012 – Another side of #AAABEST
- 2013 – Ballad Collection

### Album di cover
- 2007 – CCC -Challenge Cover Collection-

### Remix
- 2006 – Remix Attack
- 2009 – AAA Remix ~non-stop all singles~
- 2013 – Driving Mix

### EP
- 2006 – Attack
- 2006 – All/2
- 2007 – AlohAAA! (in collaborazione con i Town & Country)
- 2008 – Choice is yours
- 2011 – "Buzz Communication" Pre-Release Special Mini Album

### Singoli
- 2005 - Blood on Fire
- 2005 - Friday Party
- 2005 - Kirei na Sora (きれいな空) " Bel cielo"
- 2005 - Dragon Fire
- 2006 - Hallelujah (ハレルヤ)
- 2006 - Shalala Kibou no Uta (Shalala キボウの歌)
- 2006 - Hurricane Riri, Boston Mari (ハリケーン・リリ、ボストン・マリ)
- 2006 - Soul Edge Boy / Kimono Jet Girl (ソウルエッジボーイ / キモノジェットガール)
- 2006 - Let it beat!
- 2006 - "Q"
- 2006 - Chewing Gum (チューインガム)
- 2006 - Black & White
- 2007 - Get Chu! / SHE no Jijitsu (Get チュー! / SHEの事実)
- 2007 - Kuchibiru Kara Romantica / That's Right (唇からロマンチカ)
- 2007 - Natsumono (夏もの)
- 2007 - Red Soul
- 2008 - Mirage
- 2008 - Beyond ~ Karada no Kanata (BEYOND~カラダノカナタ)
- 2008 - Music!!! / ZerØ
- 2009 - Tabidachi no Uta (旅ダチノウタ)
- 2009 - Break Down / Break your name / Summer Revolution
- 2009 - Hide-away / Hide & Seek / Find you
- 2010 - Heart and Soul
- 2010 - Aitai Riyuu / Dream After Dream ~Yume Kara Sameta Yume~ (逢いたい理由 / Dream After Dream ～夢から醒めた夢～)
- 2010 - Makenai Kokoro (負けない心)
- 2010 - Paradise / Endless Fighters
- 2011 - Daiji na Koto (ダイジナコト)
- 2011 - No cry No more
- 2011 - Call / I4U
- 2011 - Charge ▶ Go! / Lights
- 2012 - Sailing
- 2013 - Hohoemi no saku basho (Dove un sorriso inizia a fiorire)
- 2013 - Drama
- 2014 - Wake Up!
- 2014 - Sayonara no Mae ni (さよならの前に, "Prima dell'addio")
- 2014 - I'll Be There
- 2015 - Lil' Infinity
- 2015 - Boku no Yūuutsu to Fukigen na Kanojo (ぼくの憂鬱と不機嫌な彼女, "La mia malinconia e la mia ragazza lunatica")
- 2015 - Game Over?
- 2015 - Ashita no Hikari (アシタノヒカリ, "Luce del domani")
- 2015 - Flavor of Kiss
- 2015 - Lover
- 2015 - Aishiteru no ni, Aisenai (愛してるのに、愛せな, "Ti amo, ma non posso amarti")
- 2016 - NEW
- 2016 - Namida no nai Sekai (涙のない世界,  "Un mondo senza lacrime")
- 2017 - MAGIC
- 2017 - No Way Back
- 2017 - LIFE
- 2018 - DEJAVU
- 2018 - Egao no rūpu (笑顔のループ, "Faccina")
- 2018 - Tomorrow
- 2018 - Gotta Love Me
- 2018 - First Name
- 2018 - C.O.L
- 2019 - BAD LOVE

### Singoli digitali
- 2007 - Otoko Dakeda to, ...Kou Narimashita! (男だけだと、・・・こうなりました)
- 2011 - Thank you
- 2011 - Charge ▶ Go!
- 2011 - Lights -Winter Version-

### Singoli speciali
- 2007 - Climax Jump (AAA DEN-O form)
- 2007 - Izayuke Wakataka Gundan 2007 (いざゆけ若鷹軍団2007) (Fukuoka SoftBank Hawks con AAA)
- 2009 - Akireru Kurai Wagamama Na Jiyuu